# Anna świdnicka (opatka)
Anna świdnicka (ur. między 21 listopada 1301/sierpniem 1302, zm. między 2 lub 6 marca 1332/24 czerwca 1334) – najmłodsza córka księcia świdnickiego Bolka I Surowego i Beatrycze, córki Ottona V Długiego margrabiego brandenburskiego na Salzwedel.
Urodziła się już po śmierci ojca, będąc na pewno pogrobowcem.
Przed 15 czerwca 1311 roku została oddana przez starszych braci Bernarda Statecznego i Henryka I do ufundowanego przez jej ojca klasztoru klarysek w Strzelinie w miejsce swej starszej siostry Beatrycze, którą postanowili wydać za księcia bawarskiego Ludwika IV z dynastii Wittelsbachów.
Godząc się z tym losem została mniszką w tym klasztorze. Dzięki książęcemu pochodzeniu w listopadzie 1327 roku została ksienią w klasztorze. W tym celu musiała uzyskać papieską dyspensę, gdyż nie miała ukończonych 30 lat, które były wymagane do objęcia tego stanowiska. Prawdopodobnie pełniła tę funkcję aż do swej śmierci.
Miejsce jej pochowania nie jest znane, ale zapewne jako przełożona klasztoru klarysek w Strzelinie została w nim pochowana.